# Xavier Serra Narciso
Xavier Serra Narciso (Barcelona, 1954) és llicenciat en filosofia i diplomat en teologia i ciències religioses. S'ha especialitzat en l'estudi d'una filosofia intercultural i meditativa, i ha treballat la psicologia humanista i transpersonal. Ha estat membre del seminari Vivarium Academicum dirigit per Raimon Panikkar, i fundador de Vivarium Gerisena de Cadaqués, grup d'estudi i contemplació integrat a la Xarxa Catalana d'Entitats de Diàleg Interreligiós. És catedràtic de filosofia en un centre d'ensenyament secundari a Banyoles, i professor dels cursos de Filosofia de l'Àsia de la Universitat de Girona. S'ha centrat en la recerca de la saviesa no-dual de les diverses tradicions filosòfiques, des d'una mirada inevitablement intercultural i amb una pràctica en l'ars meditandi. És assessor de la col·lecció "Sagrats i Clàssics" de Fragmenta.